# Nuccia Zeppegno
Nuccia Zeppegno – włoska brydżystka.

## Wyniki brydżowe

### Zawody światowe
W światowych zawodach zdobyła następujące lokaty:
| Mistrzostwa Świata. Konkurencja par | Mistrzostwa Świata. Konkurencja par | Mistrzostwa Świata. Konkurencja par | Mistrzostwa Świata. Konkurencja par | Mistrzostwa Świata. Konkurencja par | Mistrzostwa Świata. Konkurencja par |
| Rok                                 | Miejsce                             | Zawody                              | Kategoria                           | Partner                             | Pozycja                             |
| ----------------------------------- | ----------------------------------- | ----------------------------------- | ----------------------------------- | ----------------------------------- | ----------------------------------- |
| 1966                                | Amsterdam                           | 2. Mistrzostwa Świata               | Miksty                              | Vito Pittalà                        | 3                                   |

## Klasyfikacja
- Nuccia Zeppegno – klasyfikacja WBF (ang.)
- Nuccia Zeppegno – klasyfikacja EBL (ang.)